# Любим

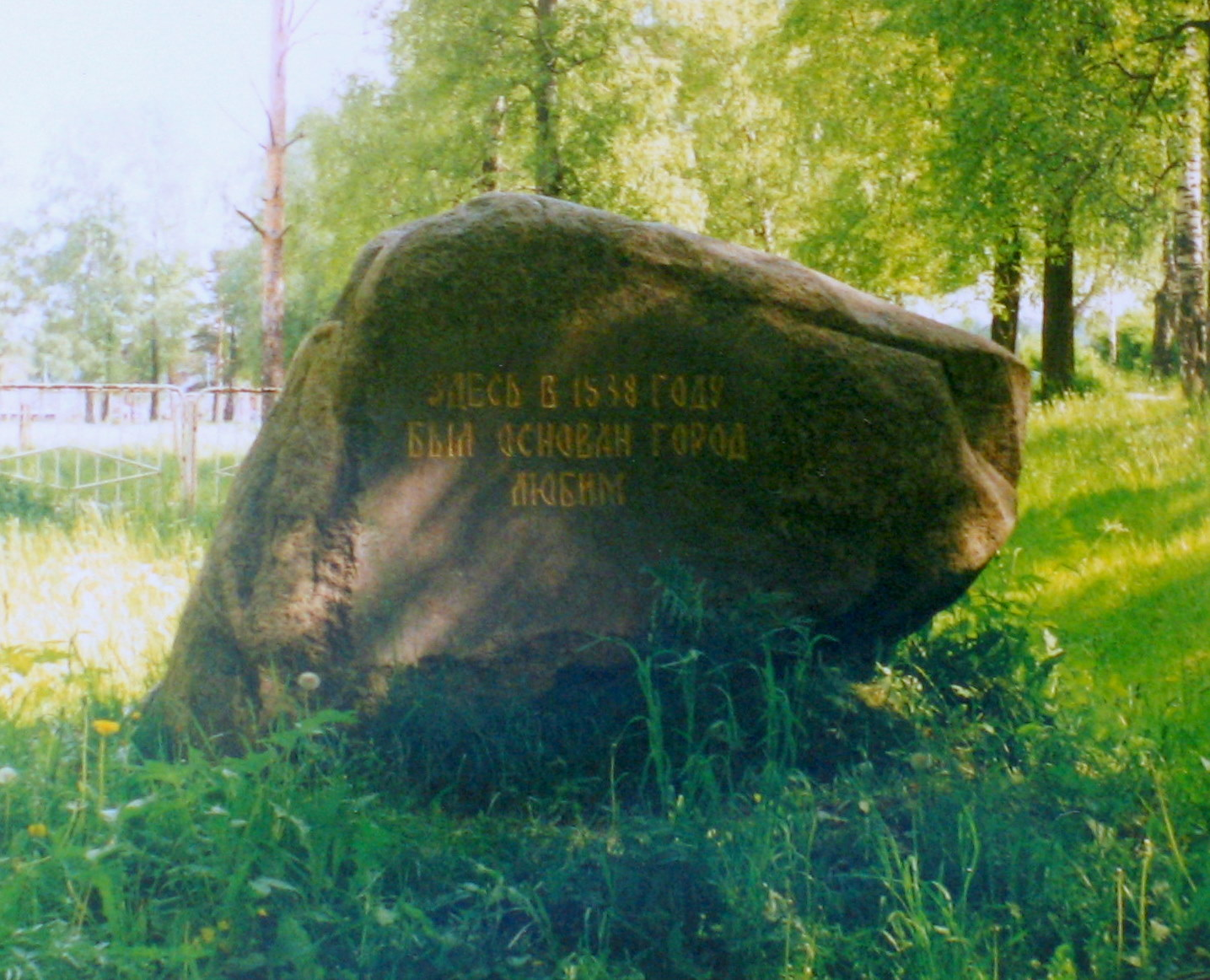
Камінь на місці заснування міста

Любим — місто (з 1777) в Російській Федерації, адміністративний центр Любимського району Ярославської області і міського поселення Любим.

## Географія
Розташоване при впадінні Учи в Обнору (притока Костроми).

## Історія

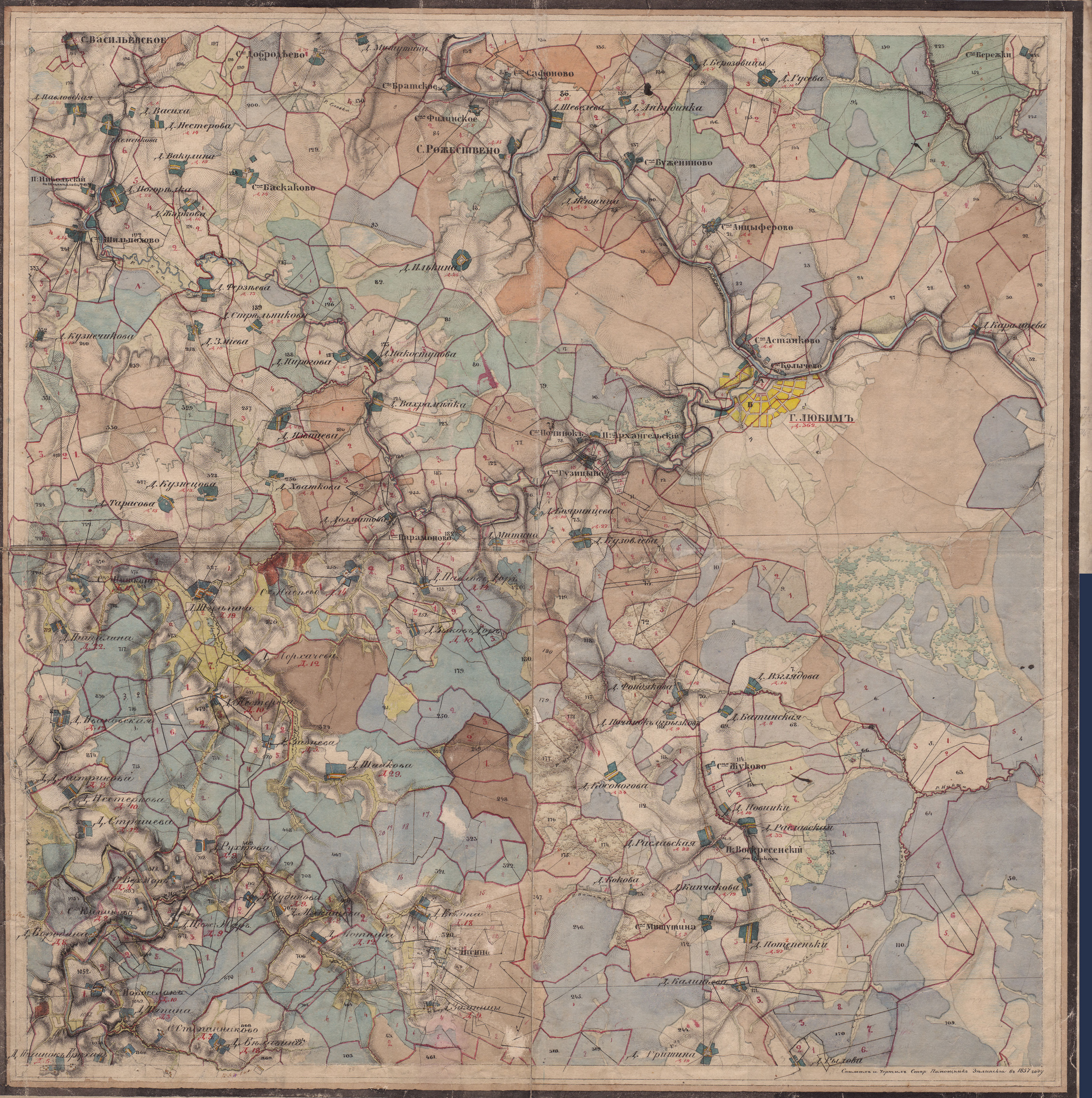
Любим та його околиці, з "Атласу Ярославської губернії " 1858 року

Відома грамота 1538 року царя Івана Васильовича на побудову міста для захисту місцевих жителів від набігів казанських татар. За однією версією, назва походить від російського особистого імені Любим, за іншою — від того, що цар любив проводити тут соколине полювання .
З 1777 року — повітове місто Любим. У першій половині XIX століття в Любимі було всього 6 кам'яних будинків. В кінці XIX століття любимцям належав ряд трактирів і шинків в Петербурзі: «любимці, французи і татари тримали в своїх руках всі трактирні справи нашої столиці», — писав тоді один журналіст. На початок XX століття в місті було 3000 жителів, 2 лікарні, 2 бібліотеки, 4 школи, банк.
З кінця XIX століття по 1960-ті роки чисельність населення міста, хоч повільно (трохи більше ніж в 2 рази), але збільшувалася, а потім стала знижуватися.

## Сучасне місто
Площа території сучасного міського поселення Любим становить 11 кв. км. Вулична мережа має радіально-кільцеву структуру. У місті 43 вулиці, 2 загальноосвітні школи, МУ ДО ДЮСШ, аграрної-політехнічний коледж, МУК «Любимський районний Будинок культури», МОУ ДОД «Дитяча музична школа», МУ «Любимський інформаційно-методичний центр», МУК «Любимська централізована бібліотечна система» (Бібліотека ім. А. С. Пушкіна), «Любимська центральна районна лікарня», Центр дитячої творчості.
День міста — перша субота серпня, з 7 ранку до 23 вечора.

## Герб міста
Герб Любима був затверджений 31 серпня (11 вересня) 1778 року імператрицею Катериною II разом з іншими гербами міст Ярославського намісництва (ПСЗ, 1778, Закон № 14765) Закон № 14765 в Повному зібранні Законів Російської імперії датований 20 червня 1778 року, але на доданих до неї малюнках гербів дата затвердження гербів позначена — 31 серпня 1778 року. Офіційний опис герба такий: «Щит розділений навпіл: з зеленого поля, розділеного чорним на кілька частин, виходить ведмідь, у срібному полі, доводячи, що це місто належить Ярославському намісництву». Герб Любима був складений товаришем герольдмейстера колезьким радником І. І. фон Енденом. У 1863 році, у період геральдичної реформи Кене, був розроблений проект нового герба повітового міста Любима Ярославської губернії (офіційно не затверджений): «У срібному щиті зелена зубчаста стіна з срібними швами. У вільній частині герб Ярославської губернії. Щит увінчаний срібною стінчатою короною і оточений золотими колосками, з'єднаними Олександрівською стрічкою».
В радянський і пострадянський час рішення про відновлення історичного герба Любима (або створення нового) в якості офіційного символу міста не приймалося. Герб Любима в Державний геральдичний регістр не внесений.

## Населення
Найменше за чисельністю населення місто області. 10000 чоловік
Смертність становить на 2006 рік 22,7 особи на 1000 жителів, у той час як народжуваність склала 14,2 осіб на 1000 жителів. Проглядається тенденція до зменшення смертності та збільшення народжуваності (навіть більшою мірою, ніж по всій Ярославській області).

## Промисловість
Містоутворюючі підприємства міста невеликі. Основними з них є:
- ТОВ «Агробізнес» (колишній колгосп «Вперед» + сироробний-маслоробний завод)
- ВАТ «Любимський лісокомбінат»
- ВАТ «Любимхлеб»
- ВАТ «Любимська сільгосптехніка»
- а також швейний цех

Постачальники комунальних послуг:
- Електропостачання — ВАТ «Ярославська збутова компанія», обслуговування — АТ «Ярославська електромережева компанія»
- Теплопостачання — Любимський МУП ЖКГ (3 опалювальні газові котельні)
- Водопостачання — Любимський МУП ЖКГ (джерело водоспоживання — річка Уча, продуктивність станції — 600 м3/добу), частина підприємств мають власні свердловини
- Водовідведення — Любимський МУП ЖКГ (обсяг стічних вод — 500 м3/добу), деякі підприємства не підключені до міської каналізації

## Транспорт
Вантажопасажирські перевезення здійснюються залізничним та автомобільним транспортом. Залізнична станція Любим відноситься до Буйського відділення Північної залізниці.
До міста підходять три асфальтовані міжмуніципальні автомобільні дороги:
- Любим — Буй
- Любим — Пречисте
- Любим — Ярославль

Автостанція розташована на вулиці Леніна, у центрі міста.
- 1. Автостанція Любим — вулиця Польова — Автостанція — Відрадний — Автостанція — Підстанція — Автостанція Любим;
- 4. Любим — Філіпово — поворот на Понизовки — Булаково — Любим
- 5. Любим — Філіпово — Карганово — Любим
- 109. Любим — Філіпово — Обнорське — Любим
- 118. Любим — Кінтаново
- 213д. Любим — Дорське — Воскресенське — Любим
- 213д. Любим — Романцево — Маслово
- 263. Любим — Філіпово — поворот на Понизовки — Любим
- 370. Любим — Філіпове — Слобода — Любим
- 487. Любим — Покров
- 490. Любим — Тюрікове — Трійця — Любим
- 520. Любим — Середа — Ярославль
- 520ке. Любим — Обласна лікарня — КДП «Заволжя»
- 522. Любим — Данилов — Ярославль

## ЗМІ
- Любимська районна масова газета «Наш край»[6]

## Пам'ятки
Раніше у місті було п'ять діючих церков, зараз три. Церкви і каплиці:
- Казанська церква (1739) — недіюча
- Тихвинська церква (1786) — діюча
- Троїцька церква (1739) — діюча
- Богоявленський собор (1798) — відновлюється
- Хрестовоздвиженська церква (1812—1825) — недіюча
- Церква Різдва Іоанна Предтечі (1769) — діюча
- Введення у храм Пресвятої Богородиці (1786) — діюча
- Каплиця Олександра Невського (1888) — діюча

З визначних пам'яток:
- Центральна міська площа
- Торгові ряди (кінець XVIII століття)
- Колишня земська аптека
- Будинок повітової Ради (вул. Раєвського, 2)
- Обнорська набережна
- Пішохідний міст через Обнору
- Музей — МУК «Любимський історико-краєзнавчий музей»[7].

Парки:
- Старовинний міський парк — ландшафтний пам'ятник природи регіонального значення
- Сосновий бор Відрадний — особливо охороняємий природний об'єкт[8], розташований в Заріччя частини міста і в межах селища Відрадний

## Відомі люди
- Жадовська, Юлія Валериановна (1824—1883) — поетеса.
- Воронін, Сергій Олексійович (1913—2002) — письменник, прозаїк.
- Кузнєцов, Михайло Павлович (нар. 1941) — шаховий композитор.
- Романов, Борис Леонідович (рід. 1942) — народний артист РФ.
- Трефолев, Леонід Миколайович (1839—1905) — поет, публіцист. Автор слів до пісень «Коли я на пошті служив ямщиком», «Комарінскій мужик» та інших.

Інші
У 1560 році при взятті фортеці Феллін потрапив в полон ландмейстер Тевтонського ордена в Лівонії Йоганн Вільгельм фон Фюрстенберг, за указом Івана Грозного він був засланий в Любим, де, можливо, і помер не раніше 1568 року.